# 2光子励起顕微鏡
2光子励起顕微鏡（にこうしれいきけんびきょう、英: Two-photon excitation microscope）、もしくは多光子励起顕微鏡（たこうしれいきけんびきょう）とは、物質励起に2光子吸収過程を利用した顕微鏡である。2光子吸収過程は、本来一つの光子しか占有し得ない空間に2つ（またはそれ以上）の光子が飛び込むことである。この2光子吸収過程は自然界では非常に稀にしか起こりえない事象であるが、光子の密度を高めることで起こる確率を高めることができる。
2光子過程では、原理的には2つの光子から元の光子の2倍のエネルギーを持った1つの光子、すなわち波長が1/2の光子が生まれる。
2光子吸収過程の光源は、高い密度の光子と、試料へのダメージを避けるために、フェムト秒超短パルスの高出力ポンプ・レーザーが用いられる。チタンサファイアレーザーは対物レンズ焦点面で集約され、2光子吸収過程が惹起される。このように焦点面のみを励起できる性質から、共焦点顕微鏡と同様に3次元の撮像が可能である。画像構築の方法論は、共焦点走査顕微鏡と同じく、ガルバノ・ミラーと光電子増倍管、光学スリットなどを用いる。ピンホールは必要ないので、蛍光のロスは少なくなる。
光源に最も良く用いられる赤外域レーザーは、長波長であるので、可視光や紫外線領域のレーザーよりも組織透過性が優れている上、焦点面でのみ目的の励起光が発生するため、組織表面から数百マイクロメートルといった深部の顕微鏡像を少ない侵襲で取得することができる。このため、たとえば生きた動物の脳内で起こっている神経細胞活動や血流などを観察可能である。一方で、励起光の発生が確率論的に支配されるので、画像解像度は共焦点に劣る。
対物レンズには、少なくともレーザーの波長から蛍光の波長までを同焦点でカバーできる高性能なものが要求される。
透過性が優れているため、マウスの頭骨を薄く削るなどすれば生きたままの脳の細胞が観察でき、2000年代後半から樹状突起の成長を長期間にわたって追跡するなどの研究が可能となった。